# Бонч-Осмоловський Микола Георгійович
Микола Георгійович Бонч-Осмоловський (6 [18] грудня 1883, Біла Церква — 23 серпня 1968, Москва) — художник-монументаліст, живописець, графік.

## Біографія
Походив із дворянської сім'ї, що належить знатному роду Великого князівства Литовського, Речі Посполитої, а пізніше — Російської імперії — Бонч-Осмоловських. Батько був підполковником імператорської армії.
У 1902—1905 роках навчався живопису в Москві, в МУЖВЗ, у викладачів С. О. Коровіна і С. В. Малютіна.
У 1906—1908 роках продовжував навчання в Парижі, у приватній школі Фернана Кормона, після чого повернувся жити до Москви. Займався жанровим, пейзажним, портретним живописом, писав оголену натуру.
У 1908—1920 роках вів викладацьку діяльність у художніх студіях Москви. Відомі такі його роботи:
- «Мінськ. Річка Свислоч» (1901, графіка)
- «Полювання на лебедів» (1908, пастель)
- «Портрет дружини» (1910-ті, графіка)
- «Портрет матері» (1915)
- «Єврейка» (1918, пастель)

З 1912 року був активним учасником художніх виставок:
- Весняна виставка в залах Імператорської Академії мистецтв, Санкт-Петербург
- Виставка Московського товариства художників (1916)
- Виставка художньої промисловості у галереї «Лемерсьє» (Москва, 1916)

Після революції 1917 року також продовжував художню діяльність.
У 1918 році став членом Спілки художників СРСР.
У 1923 році створив художнє панно для білоруського павільйону на Всесоюзній сільськогосподарській та кустарно-промисловій виставці у Москві.
1925 року взяв участь у виставці групи «ОБІС» («Об'єднане мистецтво») у Москві.
З кінця 1920-х років зацікавився розробкою та хімічними процесами виготовлення міцних фарб та ґрунтів для станкового та монументально-декоративного живопису, зокрема вогнетривкої пастелі. Був винахідником нових видів фарб, патенти на винаходи яких досі зберігаються в архіві РДАЛІ. Працював художником-технологом в Управлінні будівництва заводу мозаїчних плит на фабриці «Палітра». Також займався книжковою ілюстрацією. У його оформленні вийшло кілька творів класиків російської літератури — «Демон» М. Ю. Лермонтова, і навіть казки О. С. Пушкіна і П. П. Єршова. Також Н. Г. Бонч-Осмоловський був театральним художником. У Російському Державному архіві збереглися його ескізи до опер О. П. Бородіна, Н. А. Римського-Корсакова, О. Н. Сєрова.
4 квітня 1936 року його заарештували як «учасника контрреволюційної організації».
29—31 липня 1936 року засуджений до п'яти років виправно-трудового табору з позбавленням прав на 3 роки.
1 серпня 1936 року вирок набрав чинності. Микола Георгійович був етапований в Карелію, в Сегежлаг.
За звільнення Бонч-Осмоловського клопотали академіки О. В. Щусєв, Лактіонов О. І. та І. В. Жолтовський, а також відомі скульптори та художники — О. Н. Бенуа, Коненков С. Т., Корін П. Д., Лансере Є. Є., Татлін В. Є.
5 квітня 1941 року Микола Григорович був звільнений і висланий до Північного краю. Після звільнення із заслання оселився в Новосибірську й далі працював художником-технологом.
У 1947 році брав участь у пересувній Сибірській міжобласній художній виставці (Новосибірськ, Красноярськ, Іркутськ, Бійськ, Томськ, Омськ).
У 1960-х роках повернувся до Москви, де й помер у поважному віці в 1968 році.

## Родина
Перша дружина — Антоніна Антонівна Комоцька.
Друга дружина — Е. В. Бонч-Осмоловська.
Син — А. Н. Бонч-Осмоловський.

## Творчість
Творчість М. Г. Бонч-Осмоловського представлена в російських музейних зборах — Державній Третьяковській галереї, ДМІІ імені О. С. Пушкіна. Деякі твори графіки зберігаються у Російському державному архіві літератури та мистецтва.